# Laurel Martyn

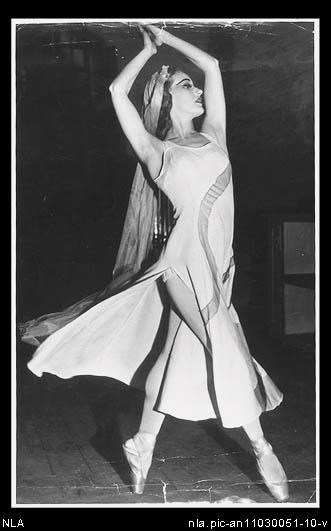
Laurel Martyn en el Moldava, Ballet Borovansky, 1940, Biblioteca Nacional de Australia

Laurel Martyn fue una bailarina australiana nacida el 23 de julio de 1916 en Toowoomba y fallecida el 16 de octubre en Melbourne.

## Biografía
Laurel Martyn comenzó sus estudios de danza con Kathleen Hamilton en Toowoomba y después con Marjorie Hollinshed en Brisbane.
En 1933 se trasladó de Australia a Inglaterra donde estudió con Phyllis Bedells. En 1934 obtuvo una beca de la Association of Operatic Dancing, denominada ahora Royal Academy of Dance, para su primera composición que se llamaba Exilio.
En 1935, se convirtió en la primera australiana en ganar la medalla de oro Adeline Genée. Ese mismo año realizó una adaptación de los bailes para una producción de The Waltz King y también recibió el segundo premio en el concurso coreográfico Pavlova Casket, por su ballet Sigrid. A finales de año se unió al Vic-Wells Ballet (ahora Sadler's Wells ), por lo que se convirtió en la primera australiana aceptada en esta compañía.
También bailó en muchos de los primeros ballets de Frederick Ashton, incluidos Horoscope, Nocturne y Le Baiser de la fée; y estuvo un tiempo en París estudiando con las bailarinas rusas Liubov Yegórova  y Matylda Krzesińska que habían emigrado a Francia.
En 1938, fue solista en Vic-Wells. El mismo año regresó a Australia y se convirtió en profesora de danza.
Se unió al cuerpo de baile de Edouard Boravansky en 1940. Creó papeles protagónicos, incluido "El espíritu del río" en el Moldava y también en el Comedy Theatre de Melbourne el 9 de diciembre de 1940, donde permaneció hasta su matrimonio con Lloyd Lawton en 1945. Luego continuó bailando.
En 1946, a petición del Melbourne Ballet Club, fue nombrada directora del Ballet Guild (actualmente Ballet Victoria) y permaneció en el cargo hasta 1973. Bajo su dirección fundó una escuela de ballet asociada al Ballet Guild.

## Obras
Después de abandonar el Ballet Borovansky en 1945, comenzó a crear sus propias coreografías,  entre ellas se encuentran The Sentimental Bloke en 1952 y Mathinna en 1954. Estas obras están inspiradas en temas australianos. The Sentimental Bloke está inspirado en la literatura australiana y Mathinna, trata sobre una niña aborigen adoptada en la sociedad blanca, explora las implicaciones políticas, sociales y raciales de las relaciones entre aborígenes y colonos  .

## Enseñanza
Tuvo un papel decisivo en la formación del Young Dancers' Theatre, para el que coreografió varias obras en la década de 1980, así como para el Classical Dance Teachers Australia Inc, que permitió el desarrollo de una educación continua para profesores de danza.
Desarrolló un método específico de enseñanza de danza para niños, llamado el Laurel Martyn Dance System, cuyos principios publicó en 1985 en su primer libro: Déjalos bailar, que es un manual para enseñar un programa preparatorio de danza para niños de 5 a 9 años.

## Distinción
- Orden del Imperio Británico: Officer of the British Empire (OBE) en 1976, por sus servicios al mundo de la danza.